# Cristian Bolton
Cristian Bolton (* 10. Oktober 1973, in Puerto Montt, Chile) ist ein chilenischer Kunstflugpilot, der aktuell in der Red Bull Air Race Weltmeisterschaft startet.

## Karriere

### Anfänge
Bolton hat einen Abschluss als Ingenieur, Militärflugtechniker und Personalmanager. Seine Flugkarriere begann er in Chiles Luftwaffenakademie 1992. Drei Jahre später wurde er Jagdflieger. Bolton arbeitete beim chilenischen Militär nicht nur als Pilot, sondern auch als Ausbilder. Dabei flog er eine große Auswahl an Militärjets (u. a. F-5 Tiger III).

### Wettbewerbskunstflug

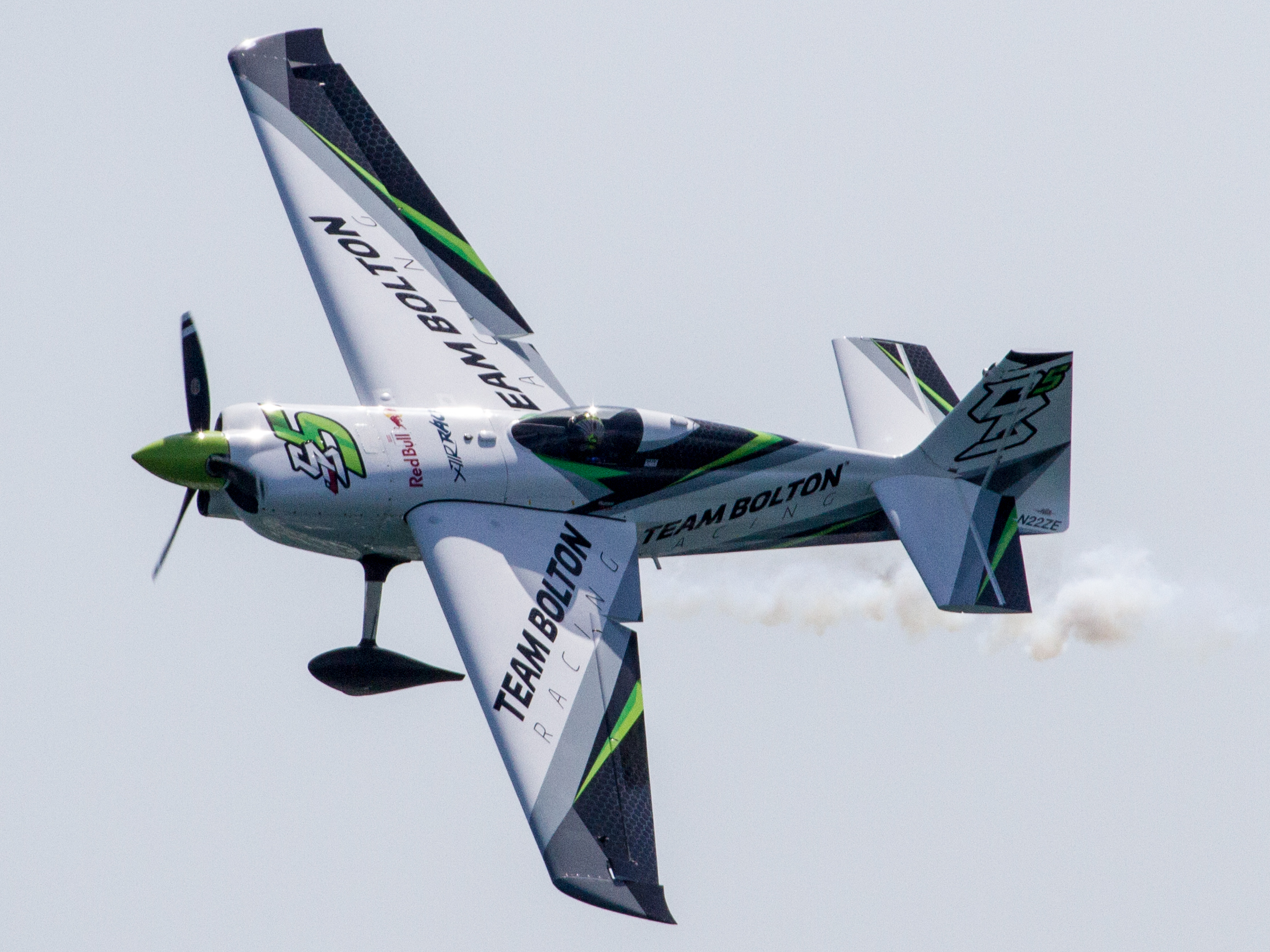
MXS-R von Cristian Bolton beim Red Bull Air Race 2017 in Chiba

Bolton ist Major bei der chilenischen Luftwaffe und gleichzeitig der Staffelkommandant der angesehenen „Escuadrilla de Alta Acrobacia Halcones“ (oder: Halcones Kunstflugteam), einem Team aus neun chilenischen Luftwaffen-Offizieren, die allesamt seit über drei Jahrzehnte Flugerfahrung verfügen. Das angesehene Team trat bereits auf Flugshows in Süd- und Nordamerika, in England, Frankreich und Israel auf.
2015 zog sich Bolton aus der chilenischen Luftwaffe zurück.

## Erfolge

### Red Bull Air Race Weltmeisterschaft
Bolton landete in der Saison 2014 als der erste Lateinamerikaner in der Geschichte der Red Bull Air Race Weltmeisterschaft mit dem zweiten Platz in der Challenger-Klasse in Fort Worth, Texas auf dem Podest. 2016 ergriff Bolton die Möglichkeit in die Challenger-Klasse des Red Bull Air Race zu wechseln. Das Team Bolton debütierte in der Saison 2016 beim siebten Rennen in Indianapolis.

#### Challenger Class
| Jahr | 1   | 2   | 3   | 4  | 5  | 6   | 7   | 8 | Punkte | Siege | Rang |
| ---- | --- | --- | --- | -- | -- | --- | --- | - | ------ | ----- | ---- |
| 2014 | DNP | DNP | DNP | 6. | 6. | 2.  | DNP |   | 8      | 0     | 10.  |
| 2015 | 1.  | 3.  | 3.  | 5. | 2. | DNP | 4.  |   | 24     | 0     | 4.   |
| 2016 | DNP | 4.  | 1.  | 6. | 3. | DNP |     |   | 20     | 1     | 5.   |

#### Master Class
| 2016 |     |     |     |     |     |     | 13. | CAN | 0  | 0 | 15  |
| 2017 | 7.  | 14. | 14. | 11. | 8.  | 12. | 11. | 9.  | 9  | 0 | 14  |
| 2018 | 12. | 13. | 10. | 6.  | 14. | 14. | 5.  | 14. | 12 | 0 | 14. |
| 2019 | 14. | 6.  | 8.  | 11. |     |     |     |     | 27 | 0 | 12. |

(Legende: CAN = Abgesagt; DNP = Nicht teilgenommen; DNS = Nicht gestartet; DSQ = Disqualifiziert)